# 馬近奎
馬近奎（？—？），字文徵，直隸池州府貴池縣人，民籍，明朝政治人物。

## 生平
應天府鄉試第一百八名舉人。嘉靖四十一年（1562年）中式壬戌科會試第四十二名，三甲第一百九十四名進士。

## 家族
曾祖馬璋；祖父馬倫；父馬泗，母姜氏；繼母陳氏。慈侍下。弟近邻、近喬。